# Sphyrospermum flaviflorum
Sphyrospermum flaviflorum är en ljungväxtart som beskrevs av A. C. Smith. Sphyrospermum flaviflorum ingår i släktet Sphyrospermum och familjen ljungväxter. Inga underarter finns listade i Catalogue of Life.